# Teodyk
Teodyk (Theodicius) – książę Spoleto w latach 763–773.
Brał udział w wypędzeniu z Rzymu antypapieża Konstantyna II w 768 oraz w 772 był jednym z posłów króla Longobardów Dezyderiusza do papieża Hadriana w celu odnowienia dawnych przyjaznych stosunków między Pawią a Rzymem.
Chociaż często podaje się, że zginął podczas oblężenia Pawii w 774, to wciąż żył, gdy 9 czerwca 776 Karol Wielki potwierdził własności klasztoru Farfa w czasie rządów jego następcy Hildepranda.